# تويوتا آي-سوينج
تويوتا آي-سوينج (بالإنجليزية: Toyota i-Swing)‏ هي إحدى السيارات الشخصية الاختيارية التي صنعتها شركة تويوتا للسيارات.
تعتبر تطوراً هائلاً في فئة السيارات الشخصية الاختيارية إذ أنها زودت بإطارين كبيرين بالخلف بالإضافة لثالث صغير بالأمام. يتم التحكم بها من خلال عصا تحكم كما أنها تتأثر بحركات الجسم وقد تم تزويدها بذكاء اصطناعي إذ أنها تتعلم مع الوقت عادات وتفضيلات السائق. تسير السيارة على إطارين أثناء الازدحام.

## وصلات خارجية
- فيديو للسيارة أثناء عرضها بمعرض شنغهاي الدولي للسيارات على يوتيوب